# Rudolf Pacik
Rudolf Pacik (Vienna, 23 giugno 1947) è un teologo, liturgista, professore universitario e concertista d'organo austriaco.
È stato uno dei maggiori contributori della rivista Zeitschrift für katholische Theologie. Pacik ha reso accessibili ai ricercatori i diari di Josef Andreas Jungmann, che fino ad allora erano disponibili solo in forma manoscritta in stenografia Gabelsberger

## Biografia
dopo aver trscorso l'adolescenza a Vienna, Rudolf Pacik ha studiato teologia cattolica presso la Facoltà di Teologia Cattolica dell'università della capitale austriaca, organo presso l'Università per la musica e le arti interpretative di Vienna con Walter Pach e presso il Conservatorio di Basilea con Daniel Chorzempa.
Nel 1974, come allievo di Johannes H. Emminghaus, ha conseguito il dottorato in teologia presso l'Università di Vienna e nel 1975 ha completato il diploma di concerto per organo presso l'Università per la musica e le arti interpretative di Vienna.
Dall'ottobre 1975 ha lavorato come assistente presso l'Istituto di Studi Liturgici dell'Università di Innsbruck, come redattore della Zeitschrift für katholische Theologie (fino alla chiusura nel 1995) e come organista presso la Chiesa dei Gesuiti di Innsbruck.
Rudolf Pacik ha superato l'esame di abilitazione all'insegnamento dell'organo presso il Conservatorio di Innsbruck nel 1982.
Nel 1995 ha ottenuto l'abilitazione all'insegnamento universitario in scienze liturgiche presso la Facoltà teologica dell'Università di Innsbruck nella quale, dal 1997, ha insegnato come professore universitario associato.
Nel semestre estivo del 2000 è stato professore ospite di studi liturgici all'Università di Friburgo; nel semestre invernale del 2000/2001 e nel semestre estivo del 2001 è stato professore ospite di studi liturgici all'Università di Lucerna.
Il 1° settembre 2004, Pacik è stato nominato docente universitario di scienze liturgiche e teologia sacramentale presso l'Università di Salisburgo. Nel 2012 è diventato professore emerito.
Tra i campi importanti del suo lavoro accademico vi sono le ricerche su Josef Andreas Jungmann (Pacik ha reso accessibili ai ricercatori i diari di Jungmann, che fino ad allora erano disponibili solo in forma manoscritta in stenografia Gabelsberger), la storia liturgica e i temi della liturgia pastorale, in particolare in relazione alle esigenze della ricezione del Vaticano II, nonché il legame tra musica sacra e liturgia.
Pacik è stato membro dell'Associazione Internazionale di Innologia (IAH) e di numerosi comitati liturgici.
Nel 2012 Pacik è stato insignito della Medaglia Orlando di Lasso e ha ricevuto la Croce di Leopoldo in argento dai canonici agostiniani di Klosterneuburg.

## Pubblicazioni (selezione)
- Volksgesang im Gottesdienst. Der Gesang bei der Messe in der Liturgischen Bewegung von Klosterneuburg (= Schriften des Pius-Parsch-Instituts 2), (dissertazione riveduta del 1974) Klosterneuburg 1977. OCLC 3706176
- Günter Duffrer, Rudolf Pacik: Handreichung zu Musik und Gesang in der Meßfeier. Hrsg. vom Deutschen Liturgischen Institut (= Pastoralliturgische Hilfen 2), Trier 1990, 4. Aufl. 1993. OCLC 632460735
- „Last des Tages“ oder „geistliche Nahrung“? Das Stundengebet im Werk Josef Andreas Jungmanns und in den offiziellen Reformen von Pius XII. bis zum II. Vaticanum (= Studien zur Pastoralliturgie 12), Regensburg 1997, ISBN 3-7917-1551-8 (Tesi di abilitazione del 1995, leggermente rivista per la stampa e con un nuovo titolo) - Premiata con il “Premio di ricerca della città di Innsbruck 1997”. OCLC 37626372